# Gouvernement Lars Løkke Rasmussen III
 (août 2023).
Si vous disposez d'ouvrages ou d'articles de référence ou si vous connaissez des sites web de qualité traitant du thème abordé ici, merci de compléter l'article en donnant les références utiles à sa vérifiabilité et en les liant à la section « Notes et références ».
Royaume de Danemark
Rasmussen II Frederiksen I
Le gouvernement Lars Løkke Rasmussen III (en danois : Regeringen Lars Løkke Rasmussen III) est le gouvernement du royaume de Danemark du 28 novembre 2016 au 27 juin 2019, durant la soixante-huitième législature du Folketing.

## Coalition et historique
Dirigé par le Premier ministre libéral sortant Lars Løkke Rasmussen, ce gouvernement est constitué et soutenu par une coalition minoritaire entre le Parti libéral (V), l'Alliance libérale (LA) et le Parti populaire conservateur (KF). Ensemble, ils disposent de 53 députés sur 179, soit 29,6 % des sièges du Folketing. Il bénéficie du soutien sans participation du Parti populaire danois (DF), qui dispose de 37 députés sur 179, soit 20,7 % des sièges du Folketing.
Il est formé à la suite de la signature de l'accord de coalition entre les trois partis qui le composent.
Il succède ainsi au gouvernement Lars Løkke Rasmussen II, constitué et soutenu par le seul Parti libéral avec l'appui parlementaire du DF, de la LA et du KF.
Au cours du débat sur le projet de loi de finances, l'Alliance libérale menace de retirer son soutien au Premier ministre si ce dernier n'allège pas la fiscalité des personnes les plus aisées. Des négociations sont alors ouvertes afin de trouver un compromis et éviter la chute du gouvernement. Finalement, un accord est passé et Lars Løkke Rasmussen en profite pour élargir la composition de son cabinet, ce qui amène à la création de quatre départements ministériels et à la restauration du ministère de l'Égalité (comme ministère de plein exercice).

## Composition

### Initiale (28 novembre 2016)
- Les nouveaux ministres sont indiqués en gras, ceux ayant changé d'attribution en italique.

| Fonction                                                                                 | Titulaire | Titulaire                | Parti |
| ---------------------------------------------------------------------------------------- | --------- | ------------------------ | ----- |
| Premier ministre                                                                         |           | Lars Løkke Rasmussen     | V     |
| Ministre des Affaires étrangères                                                         |           | Anders Samuelsen         | LA    |
| Ministre des Finances                                                                    |           | Kristian Jensen          | V     |
| Ministre de la Justice                                                                   |           | Søren Pape Poulsen       | KF    |
| Ministre de la Défense                                                                   |           | Claus Hjort Frederiksen  | V     |
| Ministre du Commerce et de la Croissance                                                 |           | Brian Mikkelsen          | KF    |
| Ministre de l'Économie et de l'Intérieur                                                 |           | Simon Emil Ammitzbøll    | LA    |
| Ministre de la Coopération pour le développement                                         |           | Ulla Tørnæs              | V     |
| Ministre de l'Emploi                                                                     |           | Troels Lund Poulsen      | V     |
| Ministre de l'Immigration et de l'Intégration                                            |           | Inger Støjberg           | V     |
| Ministre de l'Égalité Ministre de la Coopération nordique                                |           | Karen Ellemann           | V     |
| Ministre de la Science, des Technologies de l'information et de l'Enseignement supérieur |           | Søren Pind               | V     |
| Ministre de l'Énergie, de l'Approvisionnement énergétique et du Climat                   |           | Lars Christian Lilleholt | V     |
| Ministre de la Santé                                                                     |           | Ellen Trane Nørby        | V     |
| Ministre de l'Innovation publique                                                        |           | Sophie Løhde             | V     |
| Ministre de la Fiscalité                                                                 |           | Karsten Lauritzen        | V     |
| Ministre de l'Environnement et de l'Alimentation                                         |           | Esben Lunde Larsen       | V     |
| Ministre de l'Enfance et des Affaires sociales                                           |           | Mai Mercado              | KF    |
| Ministre de l'Éducation                                                                  |           | Merete Riisager          | LA    |
| Ministre de la Culture Ministre des Affaires ecclésiastiques                             |           | Mette Bock               | LA    |
| Ministre des Transports, des Travaux publics et du Logement                              |           | Ole Birk Olesen          | LA    |
| Ministre des Personnes âgées                                                             |           | Thyra Frank              | LA    |

### Remaniement du2 mai 2018
- Les nouveaux ministres sont indiqués en gras, ceux ayant changé d'attribution en italique.

| Fonction                                                                                 | Titulaire | Titulaire                                           | Parti |
| ---------------------------------------------------------------------------------------- | --------- | --------------------------------------------------- | ----- |
| Premier ministre                                                                         |           | Lars Løkke Rasmussen                                | V     |
| Ministre des Affaires étrangères                                                         |           | Anders Samuelsen                                    | LA    |
| Ministre des Finances                                                                    |           | Kristian Jensen                                     | V     |
| Ministre de la Justice                                                                   |           | Søren Pape Poulsen                                  | KF    |
| Ministre de la Défense                                                                   |           | Claus Hjort Frederiksen                             | V     |
| Ministre du Commerce et de la Croissance                                                 |           | Brian Mikkelsen (jusqu'au 21/06/2018) Rasmus Jarlov | KF    |
| Ministre de l'Économie et de l'Intérieur                                                 |           | Simon Emil Ammitzbøll                               | LA    |
| Ministre de la Coopération pour le développement                                         |           | Ulla Tørnæs                                         | V     |
| Ministre de l'Emploi                                                                     |           | Troels Lund Poulsen                                 | V     |
| Ministre de l'Immigration et de l'Intégration                                            |           | Inger Støjberg                                      | V     |
| Ministre de l'Égalité Ministre de la Coopération nordique et de la Pêche                 |           | Eva Kjer Hansen                                     | V     |
| Ministre de la Science, des Technologies de l'information et de l'Enseignement supérieur |           | Tommy Ahlers                                        | V     |
| Ministre de l'Énergie, de l'Approvisionnement énergétique et du Climat                   |           | Lars Christian Lilleholt                            | V     |
| Ministre de la Santé                                                                     |           | Ellen Trane Nørby                                   | V     |
| Ministre de l'Innovation publique                                                        |           | Sophie Løhde                                        | V     |
| Ministre de la Fiscalité                                                                 |           | Karsten Lauritzen                                   | V     |
| Ministre de l'Environnement et de l'Alimentation                                         |           | Jakob Ellemann-Jensen                               | V     |
| Ministre de l'Enfance et des Affaires sociales                                           |           | Mai Mercado                                         | KF    |
| Ministre de l'Éducation                                                                  |           | Merete Riisager                                     | LA    |
| Ministre de la Culture Ministre des Affaires ecclésiastiques                             |           | Mette Bock                                          | LA    |
| Ministre des Transports, des Travaux publics et du Logement                              |           | Ole Birk Olesen                                     | LA    |
| Ministre des Personnes âgées                                                             |           | Thyra Frank                                         | LA    |

## Féminisation du gouvernement
Lors de sa formation, le cabinet compte neuf femmes ministres, sur un total de vingt-et-un portefeuilles ministériels.